# Parmelina pseudorelicina
Parmelina pseudorelicina är en lavart som först beskrevs av Jatta, och fick sitt nu gällande namn av Kantvilas & Elix. Parmelina pseudorelicina ingår i släktet Parmelina och familjen Parmeliaceae.   Inga underarter finns listade i Catalogue of Life.